# Joe Gibbs
Joe Gibbs, właściwie Joel A. Gibson (ur. 1943 w Montego Bay, zm. 21 lutego 2008) – jamajski producent reggae.
W młodości pracował w bazie amerykańskiej bazie wojskowej Guantanamo na Kubie. Po powrocie do Kingston na Jamajce, prowadził serwis naprawy telewizorów, a w 1967, założył wytwórnię płytową Amalgamated. W początkowym okresie wydał między innymi takie przeboje jak Hold Them Roya Shirleya i Please Stop Your Lying Errola Dunkleya, a na przełomie lat 60. i 70. – XX wieku., Love Of The Common People Nicky'ego Thomasa. Od 1973 r., tworzył wraz z inż. Errolem "E.T." Thompsonem jeden z najbardziej znanych duetów producenckich na Jamajce, znany jako The Mighty Two. Wraz z Thompsonem wydał cenioną serię dubowych albumów pt. African All-Mighty Dub Chapters. W drugiej połowie lat 70. w wydał single Two Sevens Clash zespołu Culture, Visions Of Dennis Brown Dennisa Browna i Under Heavy Manners Prince'a Far I. Od początku lat 80. mieszkał na Miami. W tym okresie borykał się z procesami o łamanie praw autorskich. W latach 90. był producentem między innymi Gregory'ego Isaacsa i Tanyi Stephens. Wystąpił w filmie pt. Rockers z 1978 r., w reżyserii Teda Bafaloukosa. 
Zmarł 21 lutego 2008 r., na zawał serca.